# 1843
1843 (MDCCCXLIII) byl rok, který dle gregoriánského kalendáře započal nedělí.

## Události
- 4. března – V Paříži začal vycházet týdeník L'Illustration.
- 24. března – Britové zvítězili v bitvě u Hajdarábádu a Sindh připojili k Britské Indii.
- 25. března – V Londýně byl po 18 letech prací otevřen první 366 metrů dlouhý tunel pod řekou Temží. Stavbu řídil vynálezce razícího štítu Marc Isambard Brunel a jeho syn konstruktér Isambard Kingdom Brunel.
- 5. července – Janez Bleiweis začal vydávat druhé slovinsky psané noviny – Kmetijske in rokodelske novice.
- 15. srpna – U Kodaně byl otevřen zábavní park Tivoli.
- 2. září – V Londýně začal vycházet týdeník The Economist.
- 15. září – Po ozbrojeném povstání řecký král Ota I. schválil novou ústavu a Řecko se stalo konstituční monarchií.
- 8. listopadu – Třináctiletá Isabela II. byla prohlášena za plnoletou a jako královna nastoupila na španělský trůn.
- Anglický chemik John Robert Lawes založil první továrnu na výrobu hnojiva superfosfátů.

### Probíhající události
- 1817–1864 – Kavkazská válka

## Vědy a umění
- 2. ledna – V Drážďanech měla premiéru opera Bludný Holanďan německého skladatele Richarda Wagnera.
- 23. ledna – Ředitel dačického cukrovaru Jacob Christoph Rad získal patent na výrobu kostkového cukru.
- 5. února – Na obloze se objevila jedna z nejjasnějších komet 19. století, kometa C/1843 D1 (tzv. Velká březnová kometa).
- 11. listopadu – Dánský spisovatel Hans Christian Andersen vydal pohádku Ošklivé káčátko.
- 27. listopadu – Premiéra Balfovy opery The Bohemian Girl v Londýně podle Cervantesovy povídky Cikánečka.
- 19. prosince – Anglický spisovatel Charles Dickens vydal povídku Vánoční koleda.
- Švédský chemik Carl Gustaf Mosander objevil chemický prvek terbium.
- Americký spisovatel Edgar Allan Poe vydal povídky Černý kocour a Zlatý brouk.

## Narození

### Česko

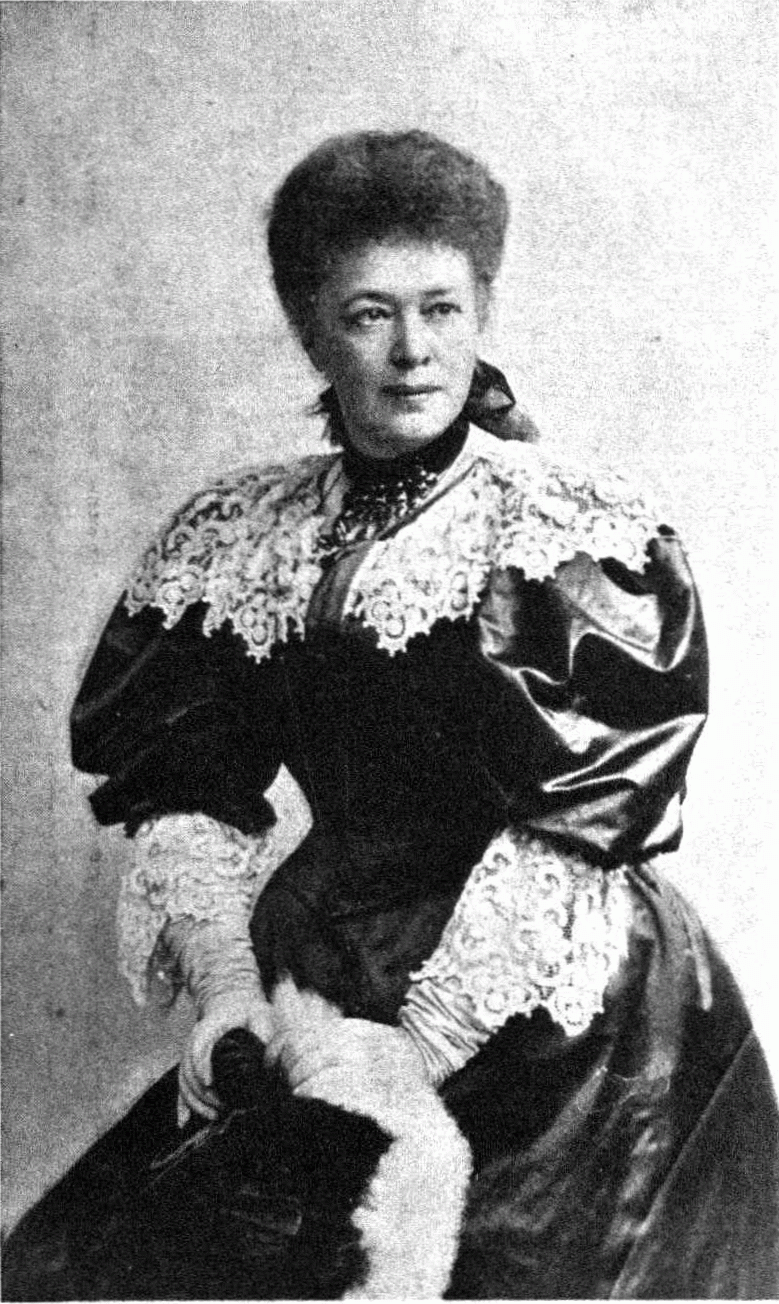
Bertha von Suttnerová (* 9. června)

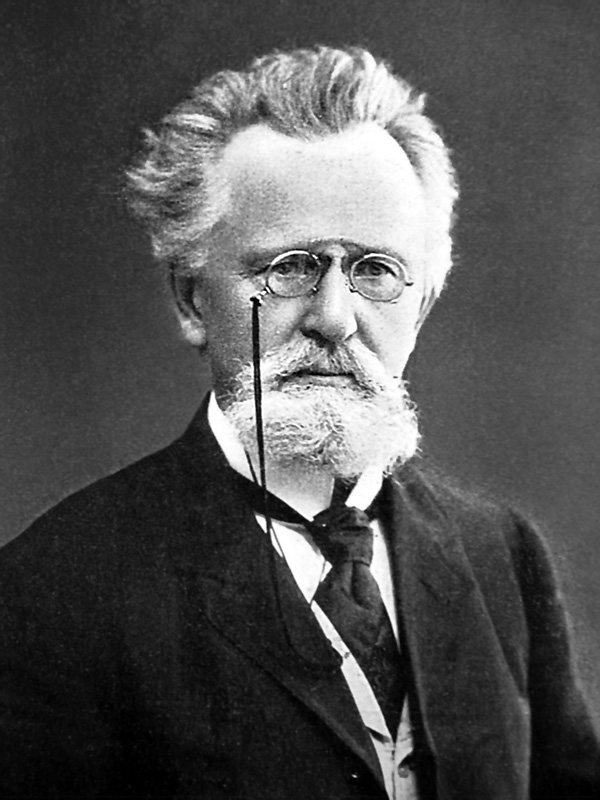
Antal Stašek (* 22. července)

- 22. ledna – Josef Černý, filolog, pedagog a překladatel († 29. listopadu 1906)
- 26. ledna – Wenzel Frind, pomocný biskup pražské arcidiecéze († 2. srpna 1932)
- 18. března
  - Josef Langl, rakouský malíř, grafik a spisovatel českého původu († 27. května 1916)
  - Karel Starý starší, architekt († 22. října 1929)
- 4. dubna – Adolf Rodler, kněz, publicista a politik († 31. prosince 1912)
- 9. dubna – Vincenc Prasek, slezský pedagog, jazykovědec, spisovatel a novinář († 31. prosince 1912)
- 18. května – Karel Chodounský, lékař, zakladatel české farmakologie († 12. května 1931)
- 2. června – Vilém Tierhier, architekt a politik († 26. ledna 1908)
- 16. června – Jan Malát, hudební skladatel, pedagog, sběratel lidových písní († 2. prosince 1915)
- 18. června – David Popper, violoncellista a hudební skladatel († 7. srpen 1913)
- 11. července – Jan Pleva, poslanec Českého zemského sněmu a Říšské rady († 23. března 1929)
- 22. července – Antal Stašek, spisovatel († 9. října 1931)
- 23. července – Jan Reimann, pražský zlatník († 11. dubna 1899)
- 12. srpna – Ferdinand Vališ, pivovarský podnikatel, starosta Prahy († 19. září 1887)
- 13. srpna – Karel Šebor, houslista, hudební skladatel a dirigent († 17. května 1903)
- 20. srpna – Ludvík Holain, duchovní a hudební skladatel († 17. srpna 1916)
- 28. srpna – August Sedláček, historik († 14. ledna 1926)
- 29. srpna – Ervín Špindler, novinář, spisovatel a politik († 17. prosince 1918)
- 5. září – Václav Kosmák, novinář a spisovatel († 15. března 1898)
- 6. září – Karel Tůma, novinář, spisovatel a politik († 9. května 1917)
- 28. září
  - Václav F. Kumpošt, zakladatel časopisu Vesmír († 26. února 1874)
  - Čeněk Šercl, lingvista († 4. prosince 1906)
- 23. října – Antonín Řivnáč, knihkupec a nakladatel († 27. srpna 1917)
- 26. října – Mikuláš Benda, pedagog a matematik († ?)
- 7. listopadu – Josef Hartel, krnovský stavitel a architekt († 27. května 1914)
- 23. listopadu – Josef Dědeček, pedagog a botanik († 15. května 1915)
- 3. prosince – Augustin Pánek, matematik († 10. prosince 1908)

### Svět

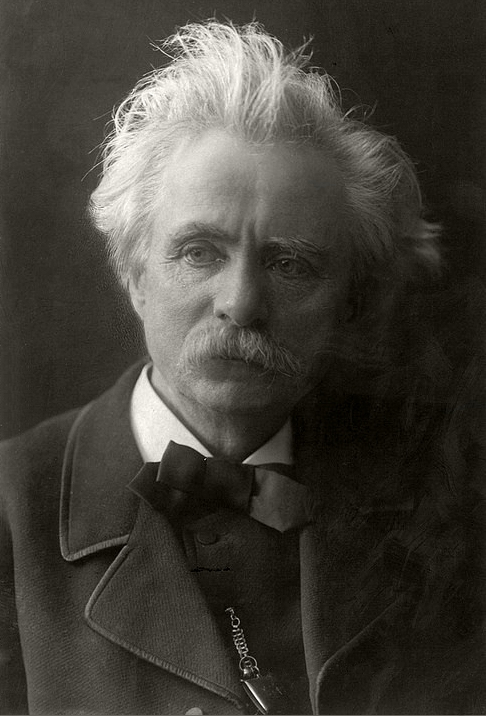
Edvard Grieg (* 15. června)

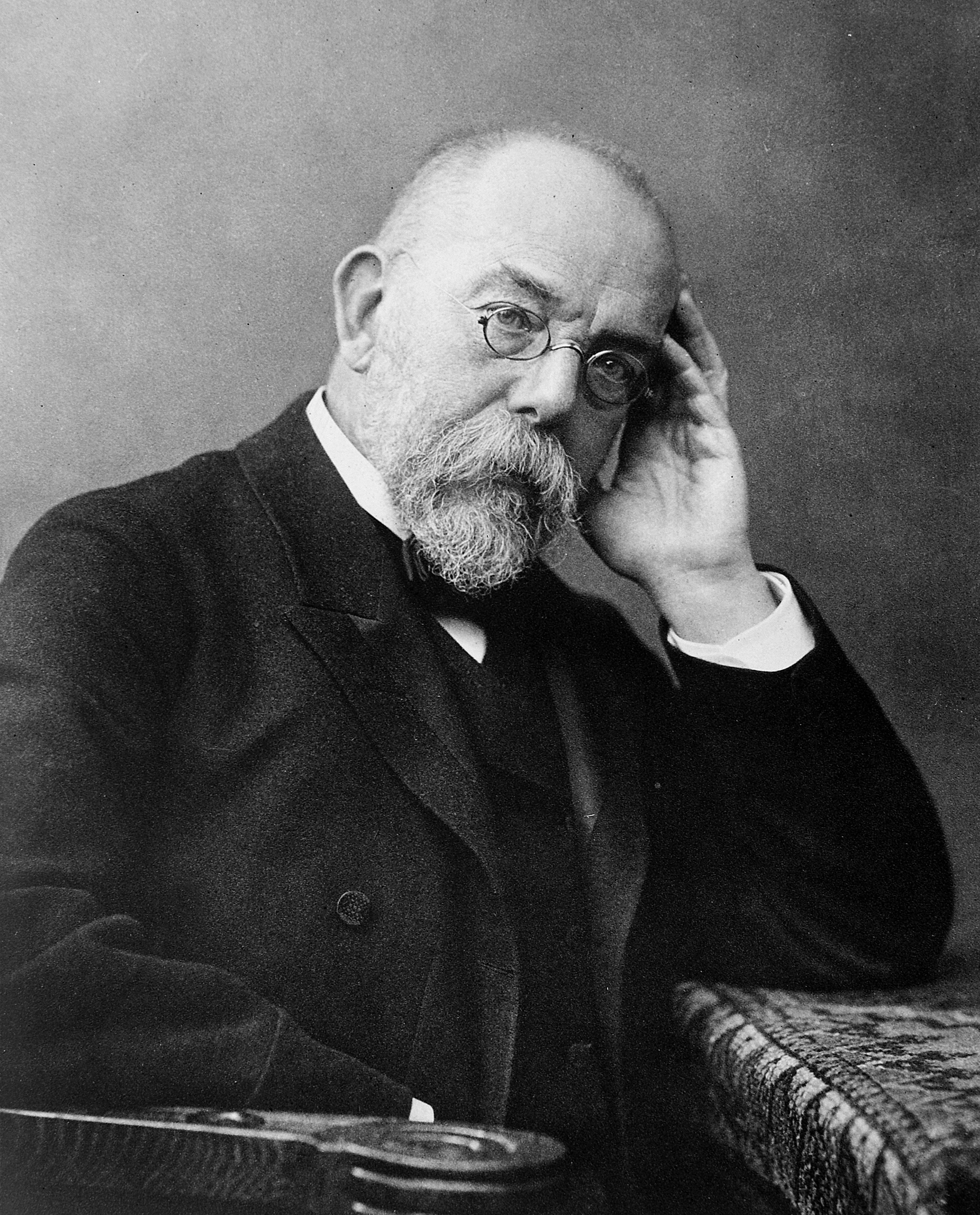
Robert Koch (* 11. prosince)

- 3. ledna – Elzéar Abeille de Perrin, francouzský entomolog († 9. října 1911)
- 13. ledna – Louis Léger, francouzský spisovatel a slavista († 30. dubna 1923)
- 15. ledna – Per Olof Christopher Aurivillius, švédský entomolog († 20. července 1928)
- 21. ledna – Émile Levassor, francouzský automobilový závodník († 14. dubna 1897)
- 26. ledna – Ján Mocko, slovenský evangelický duchovní, církevní a literární historik († 16. listopadu 1911)
- 28. ledna – Karol Antolík, slovenský fyzik († 20. června 1905)
- 29. ledna – William McKinley, americký prezident († 14. září 1901)
- 3. února – William Cornelius Van Horne, americký stavitel železnic († 11. září 1915)
- 4. února – Alexander Wielemans von Monteforte, rakouský architekt († 7. října 1911)
- 22. února – Rudolf Montecuccoli, rakousko-uherský admirál († 16. května 1922)
- 28. února – Kazimierz Chłędowski, předlitavský státní úředník a politik († 26. března 1920)
- 3. března – William Chandler Roberts-Austen, britský metalurg († 22. listopadu 1902)
- 12. března – Gabriel Tarde, francouzský sociolog († 12. května 1904)
- 24. března
  - Marie Annunziata Neapolsko-Sicilská, arcivévodkyně rakouská († 4. května 1871)
  - Petko Karavelov, bulharský politik († 24. ledna 1903)
- 30. března – Konstantin Michajlovič Staňukovič, ruský spisovatel († 20. května 1903)
- 31. března – Bernhard Förster, německý učitel († 3. června 1889)
- 2. dubna – Zygmunt Radzimiński, polský archeolog, historik, genealog a heraldik († 12. října 1928)
- 4. dubna
  - Hans Richter, rakouský dirigent († 5. prosince 1916)
  - William Henry Jackson, americký malíř, fotograf a cestovatel († 30. června 1942)
- 15. dubna – Henry James, anglický spisovatel († 28. února 1916)
- 17. dubna – Camillo Sitte, rakouský architekt a malíř († 16. listopadu 1903)
- 21. dubna – Walther Flemming, německý biolog († 4. srpna 1905)
- 25. dubna – Alice Sasko-Koburská, britská princezna, velkovévodkyně hesenská († 14. prosince 1878)
- 6. května – Grove Karl Gilbert, americký geolog († 1. května 1918)
- 10. května – Benito Pérez Galdós, španělský spisovatel († 4. ledna 1920)
- 20. května – Pere Miquel Marquès, španělský hudební skladatel a houslista († 15. února 1918)
- 21. května
  - Louis Renault, francouzský právník, nositel Nobelovy ceny míru († 8. února 1918)
  - Charles Albert Gobat, švýcarský politik, nositel Nobelovy ceny míru († 16. března 1914)
- 25. května – Anna Hesensko-Darmstadtská, meklenbursko-zvěřínská velkovévodkyně († 16. dubna 1865)
- 3. června – Frederik VIII., dánský král († 14. května 1912)
- 6. června
  - Ludwig Beissner, německý zahradník a dendrolog († 21. prosince 1927)
  - Henrieta Marie z Lichtenštejna, kněžna lichtenštejnská († 24. prosince 1931)
- 9. června
  - William Pywell, americký reportážní fotograf († 1887)
  - Bertha von Suttnerová, rakouská spisovatelka († 21. června 1914)
- 15. června – Edvard Grieg, norský hudební skladatel, klavírista a dirigent († 4. září 1907)
- 24. června – Johann Brotan, rakouský stavitel lokomotiv († 20. listopadu 1918)
- 2. července – Antonio Labriola, italský marxistický filozof († 12. února 1904)
- 7. července – Camillo Golgi, italský lékař a vědec († 21. ledna 1926)
- 21. července – Marie Anna Portugalská, portugalská a saská princezna († 5. února 1884)
- 24. července – Eugene de Blaas, italský malíř († 10. února 1932)
- 31. července – Peter Rosegger, rakouský spisovatel († 26. července 1918)
- 1. srpna – Emil Schallopp, německý šachový mistr († 9. dubna 1919)
- 11. srpna – Arkadij Maximovič Abaza, ruský hudební skladatel a klavírista († 16. ledna 1915)
- 12. srpna – Colmar von der Goltz, německý a osmanský polní maršál († 19. dubna 1916)
- 17. srpna – Kardinál Mariano Rampolla del Tindaro, státní sekretář papežského státu († 16. prosince 1913)
- 18. srpna – Cemile Sultan, osmanská princezna a dcera sultána Abdulmecida I. († 7. února 1915)
- 4. září – Ján Levoslav Bella, slovenský duchovní, varhaník, dirigent a hudební skladatel († 25. května 1936)
- 20. září – Nikolaj Alexandrovič Romanov, ruský velkokníže († 24. dubna 1865)
- 25. září – Thomas Chrowder Chamberlin, americký geolog († 15. listopadu 1928)
- 29. září – David Payne, skotský malíř († 22. dubna 1894)
- 30. září – Matylda Bavorská, bavorská princezna, hraběnka z Trani († 18. června 1925)
- 2. října – Paul Gaffarel, francouzský historik († 27. prosince 1920)
- 3. října – Luke Fildes, anglický malíř († 27. února 1927)
- 12. října – Émile Louis Ragonot, francouzský entomolog († 13. října 1895)
- 15. října – Ambro Pietor, slovenský novinář a publicista († 3. prosince 1906)
- 16. října – Émile Delahaye, francouzský průkopník automobilismu († 1. června 1905)
- 6. listopadu – Ferdinand von Schrott, předlitavský státní úředník, soudce a politik († 16. října 1921)
- 18. listopadu – Josip Eugen Tomić, chorvatský spisovatel († 13. července 1906)
- 19. listopadu – Richard Avenarius, německo-švýcarský filozof († 18. srpna 1896)
- 29. listopadu – Gertrude Jekyll, britská zahradní architektka, spisovatelka († 8. prosince 1932)
- 3. prosince – Daniele Ranzoni, italský malíř († 20. října 1889)
- 7. prosince – Marc Ferrez, brazilský fotograf († 12. ledna 1923)
- 11. prosince – Robert Koch, německý lékař a zakladatel bakteriologie († 27. května 1910)
- 21. prosince – Émile Levassor, francouzský průkopník automobilismu († 14. dubna 1897)
- 24. prosince – Lydia Koidula, estonská spisovatelka († 11. srpna 1886)
- 29. prosince
  - William Botting Hemsley, anglický botanik († 7. října 1924)
  - Alžběta zu Wied, rumunská královna a spisovatelka († 2. března 1916)
- ? – John Karl Hillers, americký fotograf († 1925)
- ? – Me'ir Simcha z Dvinsku, rabín († 14. srpna 1926)
- ? – Warren Tay, britský oftalmolog († 15. května 1927)
- ? – Wilhelm Benque, francouzský portrétní fotograf († 1903)

## Úmrtí

### Česko
- 28. ledna – Jan Nepomuk Vocet, varhaník a hudební skladatel (* 14. dubna 1777)
- 14. března – František Voceďálek, krejčí, písmák, dramatik, divadelník, herec a obrozenec (* 25. dubna 1762)
- 13. června – Josef Novák, římskokatolický kněz (* 6. září 1767)
- 23. července – Antonín Mánes, malíř (* 3. listopadu 1784)
- 28. listopadu – Vojtěch Benedikt Juhn, malíř (* 21. března 1779)
- 31. prosince – Antonín Butz z Rollsbergu, olomoucký kanovník a prelát (* 11. července 1771)

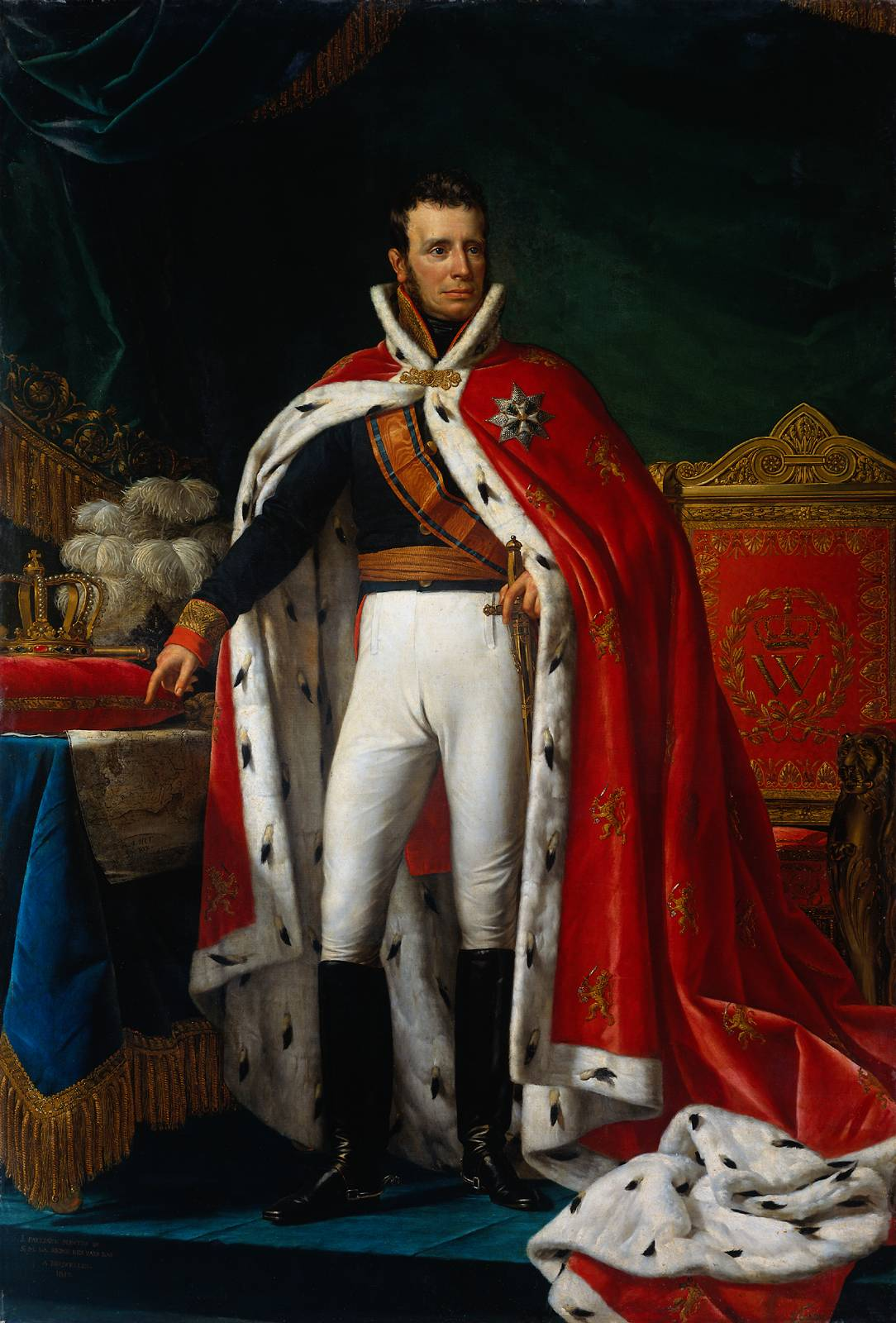
Vilém I. Nizozemský († 12. prosince)

### Svět
- 11. ledna – Francis Scott Key, americký básník, autor hymny USA (* 1. srpna 1779)
- 13. ledna – Luisa Augusta Dánská, dánská princezna (* 7. července 1771)
- 23. ledna – Friedrich de la Motte Fouqué, německý romantický spisovatel, dramatik a básník (* 12. února 1777)
- 28. ledna – Joachim Otto Ulrich von Levetzow, německý šlechtic, meklenbursko-schwerinský dvorní maršálek (* 25. března 1777)
- 29. ledna – Wilhelm Abeken, německý archeolog (* 30. dubna 1813)
- 30. ledna – Friedrich von Adelung, německý právník a filozof (* 25. února 1768)
- 04. února – Theodoros Kolokotronis, řecký vojevůdce a národní hrdina (* 3. dubna 1770)
- 12. února – Emilie Ortlöpp, druhá manželka Viléma II. Hesenského (* 13. května 1791)
- 19. února – Saliha Sultan, osmanská princezna a dcera sultána Mahmuda II. (* 16. června 1811)
- 21. března
  - Robert Southey, anglický romantický básník a literární badatel ( 12. srpna 1774)
  - Guadalupe Victoria, mexický generál a politik, první prezident nezávislého Mexika (* 29. září 1786)
- 14. dubna – Josef Lanner, rakouský skladatel (* 12. dubna 1801)
- 21. dubna – August Frederik, vévoda ze Sussexu, britský princ a syn krále Jiřího III. (* 27. ledna 1773)
- 24. května – Sylvestre François Lacroix, francouzský matematik (* 28. dubna 1765)
- 28. května – Noah Webster, americký lexikograf (* 16. října 1758)
- 06. června – Friedrich Hölderlin, německý lyrik (* 20. března 1770)
- 07. června – Alexis Bouvard, francouzský astronom (* 27. června 1767)
- 16. června – William Cathcart, 1. hrabě Cathcart, britský šlechtic a státník (* 17. září 1755)
- 24. června – Johann Friedrich Kind, německý spisovatel (* 4. března 1768)
- 02. července – Samuel Hahnemann, německý lékař, zakladatel homeopatie (* 10. dubna 1755)
- 10. srpna – Jakob Friedrich Fries, německý postkantovský filozof (* 23. srpna 1773)
- 20. srpna – Hryhorij Kvitka-Osnovjanenko, ukrajinský prozaik, dramatik, kritik (* 29. listopadu 1778)
- 19. září – Gaspard-Gustave de Coriolis, francouzský matematik a fyzik (* 21. květen 1792)
- 05. října – Laurent Feuillet, francouzský knihovník a spisovatel (* 1768)
- 19. října – Louis-Barthélémy Pradher, francouzský skladatel, klavírista a hudební pedagog (* 16. prosince 1782)
- 27. října – Edward Finch, britský generál a politik (* 26. dubna 1756)
- 01. listopadu – Julius Vincenc von Krombholz, šlechtic, lékař a mykolog německé národnosti (* 19. prosince 1782)
- 10. listopadu – John Trumbull, americký umělec z období americké války za nezávislost (* 6. června 1756)
- 12. prosince – Vilém I. Nizozemský, nizozemský král a lucemburský vévoda (* 24. srpen 1772)
- 18. prosince – Thomas Graham, britský generál a významný účastník napoleonských válek (* 19. října 1748)
- neznámé datum
  - Thomas Christopher Hofland, anglický malíř (* 1777)
  - Thomas Coulter, irský lékař a botanik (* 1793)
  - John Biscoe, britský námořní důstojník a objevitel (* 28. června 1794)

## Hlavy států
- Francie – Ludvík Filip (1830–1848)
- Království obojí Sicílie – Ferdinand II. (1830–1859)
- Osmanská říše – Abdülmecid I. (1839–1861)
- Prusko – Fridrich Vilém IV. (1840–1861)
- Rakouské císařství – Ferdinand I. (1835–1848)
- Rusko – Mikuláš I. (1825–1855)
- Spojené království – Viktorie (1837–1901)
- Španělsko – Isabela II. (1833–1868)
- Švédsko – Karel XIV. (1818–1844)
- USA – John Tyler (1841–1845)
- Papež – Řehoř XVI. (1830–1846)
- Japonsko – Ninkó (1817–1846)
- Lombardsko-benátské království – Rainer Josef Habsbursko-Lotrinský